# NGC 4040
NGC 4040 is een elliptisch sterrenstelsel in het sterrenbeeld Hoofdhaar. Het hemelobject werd op 30 maart 1887 ontdekt door de Amerikaanse astronoom Lewis A. Swift.

## Synoniemen
- UGC 7013
- MCG 3-31-18
- ZWG 98.28
- NPM1G +18.0316
- PGC 37993